# Feminicídio

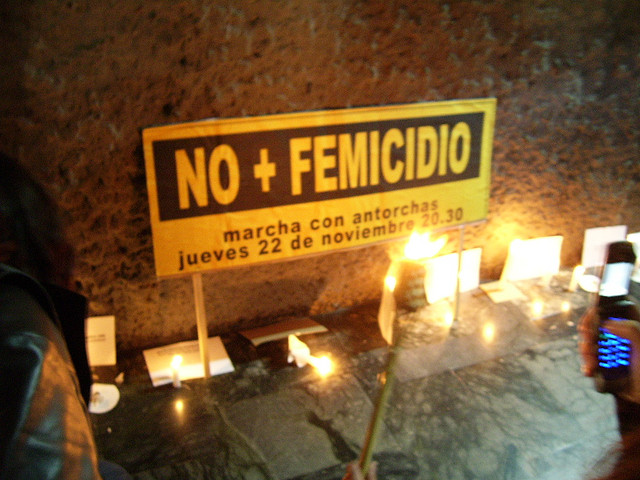
Memorial para uma mulher morta no Chile em 2007

Feminicídio, ou femicídio, é um termo de crime de ódio baseado no gênero, mais definido como o assassinato de mulheres em violência doméstica ou em aversão ao gênero da vítima (misoginia), mas as definições variam dependendo do contexto cultural. A autora feminista Diana E. H. Russell foi uma das primeiras a usar o termo e atualmente define a palavra como "a matança de mulheres por homens, porque elas são mulheres". Outras feministas colocam ênfase na intenção ou propósito do ato que está sendo dirigido às mulheres especificamente porque são mulheres; outros incluem a morte de mulheres por outras mulheres.
Muitas vezes, a necessidade de definir o assassinato de mulheres separadamente do homicídio em geral é questionada. Os críticos argumentam que mais de 80% de todos os assassinatos são de homens, então o termo coloca demasiada ênfase no assassinato menos prevalente de mulheres. Além disso, o estudo do femicídio é um desafio social.
Um termo alternativo oferecido é generocídio que é mais amplo e inclusivo. No entanto, algumas feministas argumentam que o termo perpetra o tabu do sujeito do assassinato de mulheres. Feministas também argumentam que os motivos para femicídio são muito diferentes do androcídio, que vai além da misoginia, criando um clima de terror que gera a perseguição e morte da mulher a partir de agressões físicas e psicológicas dos mais variados tipos, como abuso físico e verbal, estupro, tortura, escravidão sexual, espancamentos, assédio sexual, mutilação genital e cirurgias ginecológicas desnecessárias, proibição do aborto e da contracepção, cirurgias cosméticas, negação da alimentação, maternidade e esterilização forçadas. Em vez de estarem centrados na violência das ruas, grande parte dos feminicídios acontece em casa, ou seja, são derivados da violência doméstica.

## Definição
Há autoras e autores que se baseiam na terminologia usada por Jill Radford e Diana Russel, em Femicide: The Politics of Woman Killing, de 1992. Marcela Lagarde, antropóloga e feminista mexicana, utiliza a categoria feminicídio, que significa assassinato de mulheres (termo homólogo ao homicídio), mas acrescentando a ele uma significação política: a de genocídio contra as mulheres.
No Brasil, o feminicídio constitui uma categoria sociológica claramente distinguível e que tem adquirido especificidade normativa a partir da Convenção de Belém do Pará, a Convenção Interamericana para Prevenir, Punir e Erradicar a Violência contra a Mulher, adotada pela Assembleia Geral da Organização dos Estados Americanos (OEA) em 9 de junho de 1994 e ratificada pelo Brasil em 27 de novembro de 1995.
Segundo Rita Laura Segato, a tentativa de Marcela Lagarde de separar as duas definições não foi efetiva, tendo em vista que os dois termos são usados indistintamente nos trabalhos sobre o tema. De maneira política, as duas categorias, femicídio e feminicídio, têm sido utilizadas para descrever e denunciar mortes de mulheres em diferentes contextos sociais e políticos. Há autores que consideram “feminicídio” como uma variante de “femicídio”, tendo em vista que a definição inicial é bastante abrangente.
Em Portugal, a terminologia utilizada é femicídio.

## História

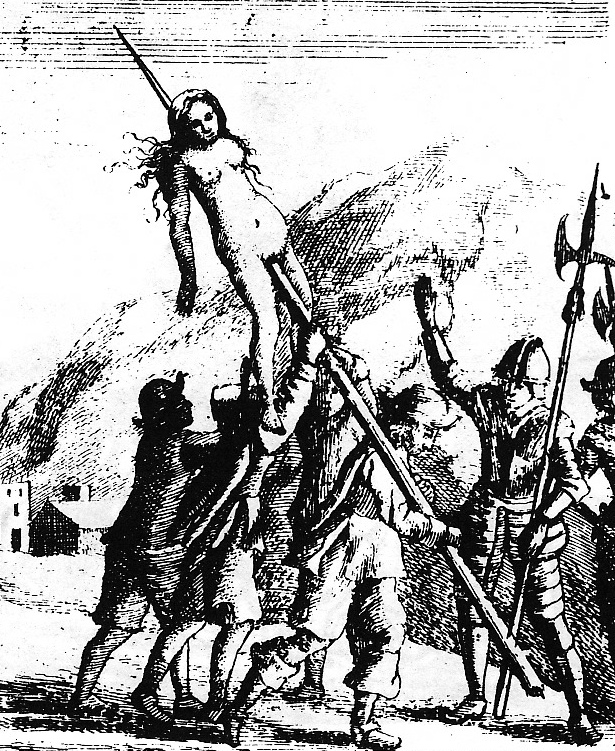
Empalamento de uma mulher valdense em Piemonte em 1655

A expressão femicídio – ou femicide como formulada originalmente em inglês – é atribuída a Diana Russell, que a teria utilizado pela primeira vez em 1976, durante um depoimento perante o Tribunal Internacional de Crimes contra Mulheres, em Bruxelas. Posteriormente, Diana Russel e Jill Radford escreveram o livro Femicide: the politics of woman killing que se tornou uma das principais referências para os estudiosos do tema.
A categoria “femicídio” ou “feminicídio” ganhou espaço no debate latino-americano a partir das denúncias de assassinatos de mulheres em Ciudad Juarez – México, onde, desde o início dos anos 1990, práticas de violência sexual, tortura, desaparecimentos e assassinatos de mulheres têm se repetido em um contexto de omissão do Estado e consequente impunidade para os criminosos, conforme denúncia de ativistas políticas.
Em relação à bibliografia disponível sobre a temática do feminicídio, grande parte do material é composta de relatórios feitos por ONGs feministas e agências internacionais de defesa dos direitos humanos, como a Anistia Internacional, a Organização Mundial da Saúde e outras. São trabalhos cujo objetivo é dar visibilidade a essas mortes e cobrar dos Estados o cumprimento dos deveres assumidos na assinatura e ratificação de convenções e tratados internacionais para a defesa dos direitos das mulheres. Na América Latina, as duas principais convenções são a Convenção de Belém do Pará (OEA, 1994) e a Convenção sobre a eliminação de todas as formas de discriminação contra as mulheres (1979).

## Características do feminicídio
- São mortes intencionais e violentas de mulheres em decorrência de seu sexo;
- Não são eventos isolados na vida das mulheres, porque são resultado das diferenças de poder entre homens e mulheres nos diferentes contextos socioeconômicos em que se apresentam e, ao mesmo tempo, condição para a manutenção dessas diferenças.

Para a qualificação de femicídios é necessária a superação de duas dificuldades: a equiparação entre os femicídios e os popularmente chamados de crimes passionais e a demonstração de que as mortes de mulheres são diferentes das mortes que decorrem da criminalidade comum, em particular das mortes provocadas por gangues e quadrilhas.
Uma das grandes dificuldades para se qualificar os crimes de gênero é a falta de dados oficiais que permita se conhecer o número de mortes de mulheres e os contextos em que elas ocorrem. Outra dificuldade é a ausência da figura jurídica “femicídio” na grande maioria dos países, inclusive no Brasil.
Femicídios ou feminicídios devem ser distinguidos dos crimes de gênero que são praticados contra a mulher em ambientes privados, por abusadores conhecidos de suas vítimas. A exploração das causas e dos contextos em que são cometidos esses crimes e a identificação das relações de poder que levam ao seu acontecimento.

### Tipos
- Feminicídio íntimo: aqueles crimes cometidos por homens com os quais a vítima tem ou teve uma relação íntima, familiar, de convivência ou afins. Incluem os crimes cometidos por parceiros sexuais ou homens com quem tiveram outras relações interpessoais tais como maridos, companheiros, namorados, sejam em relações atuais ou passadas.
- Feminicídio não íntimo: são aqueles cometidos por homens com os quais a vítima não tinha relações íntimas, familiares ou de convivência, mas com os quais havia uma relação de confiança, hierarquia ou amizade, tais como amigos ou colegas de trabalho, trabalhadores da saúde, empregadores. Os crimes classificados nesse grupo podem ser desagregados em dois subgrupos, segundo tenha ocorrido a prática de violência sexual ou não.[8]
- Feminicídio por conexão: são aqueles em que mulheres foram assassinadas porque se encontravam na “linha de fogo” de um homem que tentava matar uma mulher, ou seja, são casos em que mãe, filhos, irmãos, maridos atuais, amigos etc tentam ou não intervir para impedir a prática de um crime contra uma mulher e acabam assassinados. Podem independer do tipo de vínculo entre a vítima e o agressor, que podem inclusive ser desconhecidos,[8] mas em sua maioria as vítimas tem vínculo com as mulheres, o que atraí o assassino, que tem, também, a intenção de prejudicar psicologicamente essas mulheres, destruindo seus lares e famílias.
- Feminicídio indireto: são aqueles casos em que mulheres morrem em decorrência de abortos inseguros, negligência obstétrica, falta de acesso a cuidados médicos ou outras formas de violência institucional contra sua saúde reprodutiva;[10][11] ou em que o autor — geralmente companheiro, ex-companheiro ou outro homem próximo — mata pessoas emocionalmente significativas para a mulher (como filhos(as), irmãos(ãs) ou outras pessoas queridas) com o objetivo de atingi-la psicologicamente. Nesses casos, a morte, direta ou indiretamente provocada, funciona como um meio extremo de controle, vingança ou castigo contra a própria mulher, resultando em um tipo profundo e devastador de violência contra ela.[12]
- Transfeminicídio: também chamado de transfemicídio e travesticídio, se enquadra dentro do termo transgenerocídio, que se caracteriza como uma política disseminada, intencional e sistemática de eliminação da população trans, mulheres trans e travestis, motivada pelo ódio e nojo.[13][14]

Além dos já pontuados acima há outros tipos, a citar:
- Por lesbofobia: quando a morte ocorre pela rejeição ou ódio à orientação sexual da mulher lésbica.[15]
- Por prostituição ou ocupações estigmatizadas: ocorre quando a morte de uma mulher está associada por exercer prostituição ou quando realiza ocupação socialmente estigmatizada como dançarina de casa noturna, stripper ou garçonete. Pode ser cometido por um ou vários agressores. Nesses casos, é comum que o caráter da mulher morta seja questionado, na tentativa de justificar a violência com o argumento de que a vítima teria um valor menor para a sociedade.[15]
- Infantil: ocorre com meninas com idade menor a 14 anos, onde há uma relação entre essa menina e um homem de confiança, responsabilidade ou poder pela sua condição de adulto.[15]

## No mundo
Comparações entre países revelam que generocídios apresentam mais similaridades do que diferenças, o que sugere que conhecimentos obtidos em um determinado país podem ser extrapolados para outros países. Comparações com outros crimes violentos indicam que aqueles que cometem generocídios se destacam por seu histórico criminal, fatores em seu desenvolvimento emocional ligados a desordens de comportamento e pela consistencia na maneira de sua execução.
Desde 2020, o projeto transnacional Dados Contra o Feminicídio organiza uma reunião anual entre países da América Latina e Caribe com cursos e sessões com o  objetivo de apoiar o tratamento de dados sobre esse tema, a difusão deles na mídia, bem como na sua utilização por ativista anti-feminicídio. 

## No Brasil

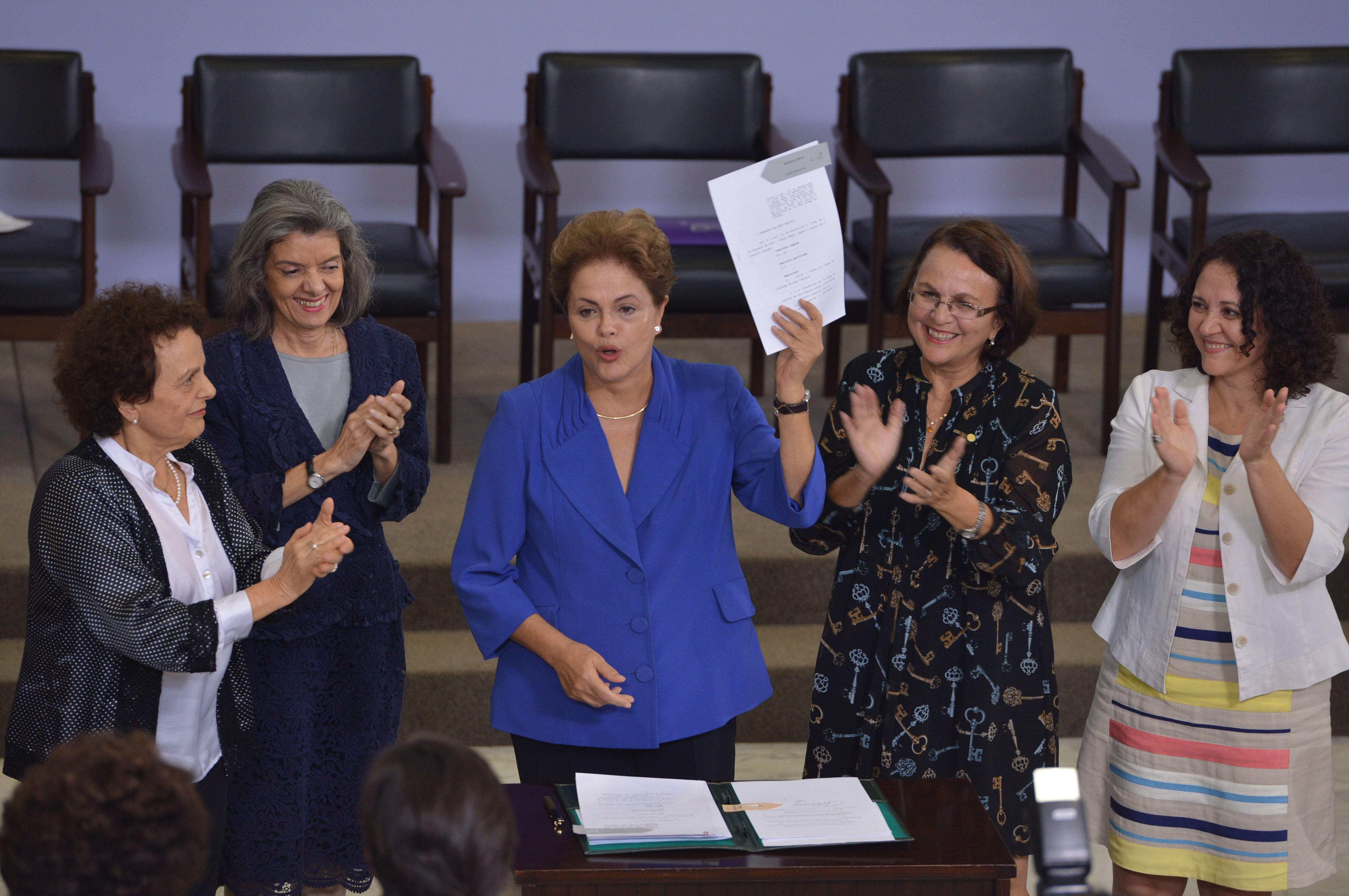
Em solenidade no Palácio do Planalto, a ex-presidente Dilma Rousseff sanciona a Lei do Feminicídio

O Brasil, como sujeito de direito internacional, é signatário de diversos tratados que visam o combate e a erradicação da violência contra a mulher.
Nesse sentido, no âmbito do direito interno, é que vem a Lei 11.340/2006 visando criar mecanismos para coibir a violência doméstica e familiar contra a mulher.
Neste diploma estão dispostas algumas medidas que buscam prevenir a violência doméstica, mas também são de interesse do direito criminal: há aqui as medidas protetivas de urgência que obrigam o agressor; e as medidas protetivas de urgência à ofendida. No primeiro caso, buscam coibir a prática delituosa e, no segundo, buscam proteger a mulher vítima de violência doméstica. Ou seja, há um enfoque tanto na figura do agressor quanto na figura da vítima.
Já o crime feminicídio foi instituído por uma novatio legis in pegius, a Lei 13.104/2015. Essa lei incorporou o feminicídio como crime previsto no Código Penal, no inciso VI, § 2º, do Art. 121, tipificando como feminicídio o crime de homicídio quando cometido "contra a mulher por razões da condição de sexo feminino". O §2º-A, do art. 121, do referido código, complementa o supracitado inciso ao preceituar que há razões de condição de sexo feminino quando o crime envolve: I - violência doméstica e familiar (o art. 5º da Lei nº 11.340/06 enumera o que é considerado pela lei violência doméstica); II - menosprezo ou discriminação à condição de mulher. Trata-se, portanto, do feminicídio, de uma qualificadora do crime de homicídio.
A consequência dessa definição é que as penas em abstrato elevaram-se, no mínimo, de 6 anos para 12 anos, tal como as demais hipóteses de homicídio qualificado. Tratou-se, portanto, de uma inclusão ao rol já existente.
Além disso, a mesma lei trouxe novas causas de aumento da pena para o crime de feminicídio, que são aqueles praticados: durante a gestação ou até 3 meses após o parto; contra menor de 14 anos e maior de 60 anos; contra pessoa com deficiência ou portadoras de doenças degenerativas; em presença física ou virtual de ascendente ou descendente da vítima; e aqueles feitos durante descumprimento de medida protetiva.
Em relação às políticas públicas brasileiras de enfrentamento ao feminicídio, existem críticos da política criminal que dizem que o âmbito criminal deve ser o último meio de resolução de conflitos sociais, pois se a questão já chegou à justiça criminal é porque todo mundo já perdeu: a mulher perdeu, a família perdeu, a sociedade perdeu. Portanto, essa crítica chama à reflexão do quanto focar apenas em medidas penais, em detrimento de políticas públicas mais abrangentes, é inefetivo para que, não só o Brasil, mas toda a sociedade internacional, cumpra o seu papel de erradicar a violência contra mulher e, num espectro mais amplo, toda a violência gênero. 
Então, dizem os críticos, é preciso, mais que tudo, desconstruir a cultura inculcada de que o homem deve exercer um comportamento de domínio em relação à mulher. E essa desconstrução não poderia se perder em uma narrativa meramente punitivista e retributiva. Seria preciso focar, antes de tudo, nos novos agentes da sociedade de amanhã, que são as crianças, por meio da educação.
Essa crítica se fundamenta nos dados que mostram que, muito embora tenha havido um endurecimento da legislação em relação aos crimes de violência doméstica, esse maior rigor não foi acompanhado de uma redução significativa dos delitos, o que evidenciaria uma deficiência das políticas públicas preventivas e educativas.
Ainda no que concerne a legislação sobre o feminicídio no Brasil, em 2023 foi formalizado o decreto de nº 11.640 de 16 de Agosto de 2023 onde traz o Pacto Nacional de Prevenção aos Feminicídios. Nesse decreto é pontuado a instituição do Pacto com o objetivo de prevenir todas as formas de discriminação, violência e misoginia.
Recentemente, o escritório da ONU Mulheres no Brasil em colaboração com o Ministério das Mulheres elaborou o documento “Diretrizes de Proteção às Mulheres e Meninas em Situações de Emergências Climáticas”. Tem como objetivo direcionar ações à proteção de mulheres em cenários de emergência climáticos. 

### Dados sobre feminicídio no Brasil
O Instituto Brasileiro de Geografia e Estatística, em sua segunda edição do estudo de Estatísticas de Gênero: indicadores sociais das mulheres no Brasil, analisa a realidade nacional da violência contra a mulher a partir do fenômeno do feminicídio.
Na ausência de uma pesquisa específica sobre o tema, o instituto valeu-se dos dados sobre homicídio fornecidos, em 2018, pelo Sistema de Informações sobre Mortalidade, do Ministério da Saúde. 
O estudo revela que, embora a morte em função da violência predomine entre os homens, cerca de 30,4% dos homicídios contra mulheres ocorrem no domicílio da vítima. Esse cenário de violência doméstica é ainda mais severo se analisada a questão racial. No domicílio, a taxa de mortalidade para pretas e pardas era 34,8% maior do que para mulheres brancas; fora do domicílio era 121,7% maior. 
A Lei Maria da Penha (lei n. 11,340, de 7 de agosto de 2006) preveu a ampliação da rede de apoio às mulheres em situação de violência doméstica e familiar por meio da criação de delegacias especializadas e casas-abrigos. A Pesquisa de Informações Básicas Municipais (MUNIC), também realizada pelo IBGE, avaliou a implementação dessa determinação legislativa. 
Em 2018, 2,7% dos municípios brasileiros mantinham casa-abrigo sob gestão municipal, 20,9% contavam com serviços especializados no enfrentamento à violência contra mulheres e 9,7% com serviços especializados no atendimento às vítimas de violência sexual. Além disso, em 2019, 7,5% dos municípios possuíam delegacias especializadas, porcentagem estável desde 2012.  
Segundo o Monitor de Feminicídios no Brasil o país em 2023 detectou 1.706 casos de feminicídios consumados durante todo o ano. Esses dados resultaram em uma média diária de 4,66 feminicídios.

## Em Portugal
O Código Penal português não define o crime de femicídio, sendo abrangido por outros crimes. Porém, a possibilidade de pena agravada é admitida "quando a vítima é alguém com quem o agressor teve ou tem uma relação de intimidade ou uma pessoa particularmente indefesa em razão da gravidez", ou "quando o acto é motivado por ódio em função do sexo biológico ou da identidade de género".
Em 2023, no âmbito de um estudo que envolveu cinco países europeus, Portugal incluído, o Instituto Europeu da Igualdade de Género recomendou que o país reconheça o crime como uma ofensa criminal específica.
Ao nível da sociedade civil, a Contra o Femicídio | Associação de Familiares e Amigas/os de Vítimas de Femicídio – ACF, criada em dezembro de 2018 trabalha ao nível da prevenção e combate ao femicídio, e o Observatório de Mulheres Assassinadas, um grupo de trabalho da UMAR criado em 2004, no mapeamento e sistematização de dados sobre femicídio e assassinatos de mulheres em Portugal.

## Consequências
Uma das principais consequências dos feminicídios no Brasil tem relação ao que o professor Everson Aparecido Contelli denomina de patrimonial familiar geracional, representado concretamente pelos órfãos do feminicídio. Segundo o Fórum Brasileiro de Segurança Pública, em 2023, 1.463 mulheres foram vítimas de feminicídio no Brasil, um aumento de 1,6% em comparação ao ano anterior. Conforme crítica do professor Contelli, o país não sabe quem são os órfãos do feminicídio, isso porque os dados que afirmam, por exemplo que em 2021  surgiram 2.321 órfãos do feminicídio decorrem de uma aproximação, a partir do número médio de filhos de mulheres no Brasil.